# Collegio elettorale di Acqui Terme - Novi Ligure
Il collegio di Acqui Terme-Novi Ligure (fino al 1953 Acqui-Novi Ligure) fu un collegio elettorale uninominale della Repubblica Italiana appartenente alla Circoscrizione Piemonte; fu utilizzato per eleggere un senatore della Repubblica dalla I alla XI legislatura.

## Storia
Il collegio venne creato nel 1948 secondo la legge n. 29 del 6 febbraio 1948 la quale, pur basandosi sull'impianto proporzionale in vigore per la Camera, rispetto a quest'ultima conteneva alcuni piccoli correttivi in senso maggioritario. Tale legge ebbe il suo definitivo perfezionamento col Testo Unico n°361 del 1957. Differentemente dalla Camera, la legge elettorale del Senato si articolava su base regionale, seguendo il dettato costituzionale (art.57). Ogni Regione era suddivisa in tanti collegi uninominali quanti erano i seggi ad essa assegnati. All'interno di ciascun collegio, veniva eletto il candidato che avesse raggiunto il quorum del 65% delle preferenze: tale soglia, oggettivamente di difficilissimo conseguimento, tradiva l'impianto proporzionale su cui era concepito anche il sistema elettorale della Camera Alta. Qualora, come normalmente avveniva, nessun candidato avesse conseguito l'elezione, i voti di tutti i candidati venivano raggruppati in liste di partito a livello regionale, dove i seggi venivano allocati utilizzando il metodo D'Hondt delle maggiori medie statistiche e quindi, all'interno di ciascuna lista, venivano dichiarati eletti i candidati con le migliori percentuali di preferenza.
Nel 1993, con la cosiddetta Legge Mattarella (Legge n. 276, Norme per l'elezione del Senato della Repubblica), attuata in seguito al referendum abrogativo del 1993, venne istituito per la Camera dei deputati e per il Senato della Repubblica un sistema di elezione misto, in parte maggioritario e in parte proporzionale. Il 75% dei parlamentari dell'assemblea veniva eletto in collegi uninominali tramite sistema maggioritario a turno unico; il restante 25% al Senato veniva eletto tramite recupero proporzionale dei più votati non eletti attraverso un meccanismo di calcolo denominato "scorporo", cioè sottraendo dal conteggio dei voti totali di una lista nella parte proporzionale i voti ottenuti dai candidati collegati alla medesima lista che erano eletti nei collegi uninominali con il sistema maggioritario.
Il collegio di Acqui Terme-Novi Ligure venne pertanto abolito nel 1993.

## Territorio
Il collegio di Acqui Terme-Novi Ligure era uno dei 17 collegi uninominali in cui era suddiviso il Piemonte; comprendeva i seguenti comuni: Acqui Terme, Albera Ligure, Alice Bel Colle, Arquata Scrivia, Basaluzzo, Belforte Monferrato, Bistagno, Borghetto di Borbera, Bubbio, Cabella Ligure, Cantalupo Ligure, Capriata d'Orba, Carpeneto, Carrega Ligure, Carrosio, Cartosio, Casaleggio Boiro, Cassano Spinola, Cassinasco, Cassine, Cassinelle, Castel Boglione, Castel Rocchero, Castelletto d'Erro, Castelletto d'Orba, Castelletto Molina, Castelnuovo Bormida, Cavatore, Cessole, Cremolino, Denice, Fontanile, Fraconalto, Francavilla Bisio, Gavazzana, Gavi, Grognardo, Grondona, Lerma, Loazzolo, Malvicino, Maranzana, Melazzo, Merana, Molare, Mombaldone, Mombaruzzo, Monastero Bormida, Mongiardino Ligure, Montabone, Montaldeo, Montaldo Bormida, Montechiaro d'Acqui, Morbello, Mornese, Morsasco, Novi Ligure, Olmo Gentile, Orsara Bormida, Ovada, Pareto, Parodi Ligure, Pasturana, Ponti, Ponzone, Pozzolo Formigaro, Prasco, Quaranti, Ricaldone, Rivalta Bormida, Rocca Grimalda, Roccaforte Ligure, Roccaverano, Rocchetta Ligure, Rocchetta Palafea, San Cristoforo, San Giorgio Scarampi, Sant'Agata Fossili, Sardigliano, Serole, Serravalle Scrivia, Sessame, Silvano d'Orba, Spigno Monferrato, Stazzano, Strevi, Tagliolo Monferrato, Tassarolo, Terzo, Trisobbio, Vesime, Vignole Borbera, Visone e Voltaggio.

## Dati elettorali

### I legislatura
|                                                                                | Giovanni Filippetti | Democrazia Cristiana        | 48 585  | 44,89 |  |  |  |  |  |
|                                                                                | Francesco Robotti   | Fronte Democratico Popolare | 40 377  | 37,31 |  |  |  |  |  |
|                                                                                | Umberto Calosso     | Unità Socialista            | 9 943   | 9,19  |  |  |  |  |  |
|                                                                                | Luciano Pertica     | Blocco Nazionale            | 9 320   | 8,61  |  |  |  |  |  |
| Totale                                                                         | Totale              | Totale                      | 108 225 | 100   |  |  |  |  |  |
|                                                                                |                     |                             |         |       |  |  |  |  |  |
| Voti non validi                                                                | Voti non validi     | Voti non validi             | 7 090   | 6,15  |  |  |  |  |  |
| Votanti                                                                        | Votanti             | Votanti                     | 115 315 | 92,68 |  |  |  |  |  |
| Elettori                                                                       | Elettori            | Elettori                    | 124 419 |       |  |  |  |  |  |
|                                                                                |                     |                             |         |       |  |  |  |  |  |
| Nota: quorum del 65% non raggiunto; ripartizione dei seggi a livello regionale |                     |                             |         |       |  |  |  |  |  |
| Data: 18 aprile 1948                                                           |                     |                             |         |       |  |  |  |  |  |
| Fonte: Ministero dell'interno                                                  |                     |                             |         |       |  |  |  |  |  |

### II legislatura
|                                                                                | Giacomo Piola ✔️ Eletto     | Democrazia Cristiana                    | 45 250  | 41,47 |  |  |  |  |  |
|                                                                                | Vittorio Flecchia ✔️ Eletto | Partito Comunista Italiano              | 30 334  | 27,80 |  |  |  |  |  |
|                                                                                | Francesco Robotti           | Partito Socialista Italiano             | 15 634  | 14,33 |  |  |  |  |  |
|                                                                                | Fausto Bima                 | Partito Socialista Democratico Italiano | 6 973   | 6,39  |  |  |  |  |  |
|                                                                                | Concezio Vitullo            | Partito Nazionale Monarchico            | 4 224   | 3,87  |  |  |  |  |  |
|                                                                                | Domenico Trinchero          | Movimento Sociale Italiano              | 3 187   | 2,92  |  |  |  |  |  |
|                                                                                | Pio Dellepiane              | Partito Liberale Italiano               | 2 589   | 2,37  |  |  |  |  |  |
|                                                                                | Riccardo Levi               | Unità Popolare                          | 928     | 0,85  |  |  |  |  |  |
| Totale                                                                         | Totale                      | Totale                                  | 109 119 | 100   |  |  |  |  |  |
|                                                                                |                             |                                         |         |       |  |  |  |  |  |
| Voti non validi                                                                | Voti non validi             | Voti non validi                         | 5 824   | 5,07  |  |  |  |  |  |
| Votanti                                                                        | Votanti                     | Votanti                                 | 114 943 | 93,36 |  |  |  |  |  |
| Elettori                                                                       | Elettori                    | Elettori                                | 123 118 |       |  |  |  |  |  |
|                                                                                |                             |                                         |         |       |  |  |  |  |  |
| Nota: quorum del 65% non raggiunto; ripartizione dei seggi a livello regionale |                             |                                         |         |       |  |  |  |  |  |
| Data: 7 giugno 1953                                                            |                             |                                         |         |       |  |  |  |  |  |
| Fonte: Ministero dell'interno                                                  |                             |                                         |         |       |  |  |  |  |  |

### III legislatura
|                                                                                | Giacomo Piola ✔️ Eletto | Democrazia Cristiana                       | 46 274  | 42,34 |  |  |  |  |  |
|                                                                                | Stelio Lozza            | Partito Comunista Italiano                 | 27 269  | 24,95 |  |  |  |  |  |
|                                                                                | Francesco Robotti       | Partito Socialista Italiano                | 17 045  | 15,59 |  |  |  |  |  |
|                                                                                | Jonas Rantzer           | Partito Socialista Democratico Italiano    | 7 224   | 6,61  |  |  |  |  |  |
|                                                                                | Pio Dellepiane          | Partito Liberale Italiano                  | 4 050   | 3,71  |  |  |  |  |  |
|                                                                                | Carlo Pagliano          | Movimento Sociale Italiano                 | 1 945   | 1,78  |  |  |  |  |  |
|                                                                                | Antonio Lulani          | Movimento Comunità                         | 1 415   | 1,29  |  |  |  |  |  |
|                                                                                | Edoardo Buscaglia       | Partito Nazionale Monarchico               | 1 279   | 1,17  |  |  |  |  |  |
|                                                                                | Aldo Quaranta           | PRI - PR                                   | 1 213   | 1,11  |  |  |  |  |  |
|                                                                                | Carlo Cavallero         | Partito Monarchico Popolare                | 990     | 0,91  |  |  |  |  |  |
|                                                                                | Luigi Sartorelli        | Movimento Autonomista Regionale Piemontese | 595     | 0,54  |  |  |  |  |  |
| Totale                                                                         | Totale                  | Totale                                     | 109 299 | 100   |  |  |  |  |  |
|                                                                                |                         |                                            |         |       |  |  |  |  |  |
| Voti non validi                                                                | Voti non validi         | Voti non validi                            | 6 465   | 5,58  |  |  |  |  |  |
| Votanti                                                                        | Votanti                 | Votanti                                    | 115 764 | 95,01 |  |  |  |  |  |
| Elettori                                                                       | Elettori                | Elettori                                   | 121 844 |       |  |  |  |  |  |
|                                                                                |                         |                                            |         |       |  |  |  |  |  |
| Nota: quorum del 65% non raggiunto; ripartizione dei seggi a livello regionale |                         |                                            |         |       |  |  |  |  |  |
| Data: 25 maggio 1958                                                           |                         |                                            |         |       |  |  |  |  |  |
| Fonte: Ministero dell'interno                                                  |                         |                                            |         |       |  |  |  |  |  |

### IV legislatura
|                                                                                | G. Rossignotti           | Democrazia Cristiana                    | 37 657  | 35,02 |  |  |  |  |  |
|                                                                                | Walter Audisio ✔️ Eletto | Partito Comunista Italiano              | 31 872  | 29,64 |  |  |  |  |  |
|                                                                                | E. Tasca                 | Partito Socialista Italiano             | 17 560  | 16,33 |  |  |  |  |  |
|                                                                                | G. Novelli               | Partito Socialista Democratico Italiano | 9 439   | 8,78  |  |  |  |  |  |
|                                                                                | C. Grossi                | Partito Liberale Italiano               | 6 519   | 6,06  |  |  |  |  |  |
|                                                                                | G. Ivaldi                | MSI - PDIUM                             | 4 490   | 4,18  |  |  |  |  |  |
| Totale                                                                         | Totale                   | Totale                                  | 107 537 | 100   |  |  |  |  |  |
|                                                                                |                          |                                         |         |       |  |  |  |  |  |
| Voti non validi                                                                | Voti non validi          | Voti non validi                         | 7 648   | 6,64  |  |  |  |  |  |
| Votanti                                                                        | Votanti                  | Votanti                                 | 115 185 | 94,58 |  |  |  |  |  |
| Elettori                                                                       | Elettori                 | Elettori                                | 121 781 |       |  |  |  |  |  |
|                                                                                |                          |                                         |         |       |  |  |  |  |  |
| Nota: quorum del 65% non raggiunto; ripartizione dei seggi a livello regionale |                          |                                         |         |       |  |  |  |  |  |
| Data: 28 aprile 1963                                                           |                          |                                         |         |       |  |  |  |  |  |
| Fonte: Ministero dell'interno                                                  |                          |                                         |         |       |  |  |  |  |  |

### V legislatura
|                                                                                | Giuseppe Brusasca ✔️ Eletto | Democrazia Cristiana          | 38 811  | 36,04 |  |  |  |  |  |
|                                                                                | Giuseppe Vignolo ✔️ Eletto  | PCI - PSIUP                   | 37 897  | 35,20 |  |  |  |  |  |
|                                                                                | Luigi Buzio ✔️ Eletto       | PSI-PSDI Unificati            | 21 340  | 19,82 |  |  |  |  |  |
|                                                                                | A. Bocca                    | Partito Liberale Italiano     | 5 921   | 5,50  |  |  |  |  |  |
|                                                                                | L. Pivano                   | Partito Repubblicano Italiano | 1 958   | 1,82  |  |  |  |  |  |
|                                                                                | G. Armosino                 | MSI - PDIUM                   | 1 750   | 1,63  |  |  |  |  |  |
| Totale                                                                         | Totale                      | Totale                        | 107 677 | 100   |  |  |  |  |  |
|                                                                                |                             |                               |         |       |  |  |  |  |  |
| Voti non validi                                                                | Voti non validi             | Voti non validi               | 7 706   | 6,68  |  |  |  |  |  |
| Votanti                                                                        | Votanti                     | Votanti                       | 115 383 | 95,54 |  |  |  |  |  |
| Elettori                                                                       | Elettori                    | Elettori                      | 120 775 |       |  |  |  |  |  |
|                                                                                |                             |                               |         |       |  |  |  |  |  |
| Nota: quorum del 65% non raggiunto; ripartizione dei seggi a livello regionale |                             |                               |         |       |  |  |  |  |  |
| Data: 19 maggio 1968                                                           |                             |                               |         |       |  |  |  |  |  |
| Fonte: Ministero dell'interno                                                  |                             |                               |         |       |  |  |  |  |  |

### VI legislatura
|                                                                                | E. Martino                 | Democrazia Cristiana                    | 38 495  | 35,14 |  |  |  |  |  |
|                                                                                | Giuseppe Vignolo ✔️ Eletto | PCI - PSIUP                             | 37 634  | 34,35 |  |  |  |  |  |
|                                                                                | Luigi Buzio ✔️ Eletto      | Partito Socialista Democratico Italiano | 12 145  | 11,09 |  |  |  |  |  |
|                                                                                | L. Demicheli               | Partito Socialista Italiano             | 10 462  | 9,55  |  |  |  |  |  |
|                                                                                | M. Oddini                  | Partito Liberale Italiano               | 4 645   | 4,24  |  |  |  |  |  |
|                                                                                | G. Ivaldi                  | Movimento Sociale Italiano              | 4 342   | 3,96  |  |  |  |  |  |
|                                                                                | G. Pistarino               | Partito Repubblicano Italiano           | 1 834   | 1,67  |  |  |  |  |  |
| Totale                                                                         | Totale                     | Totale                                  | 109 557 | 100   |  |  |  |  |  |
|                                                                                |                            |                                         |         |       |  |  |  |  |  |
| Voti non validi                                                                | Voti non validi            | Voti non validi                         | 5 811   | 5,04  |  |  |  |  |  |
| Votanti                                                                        | Votanti                    | Votanti                                 | 115 368 | 95,81 |  |  |  |  |  |
| Elettori                                                                       | Elettori                   | Elettori                                | 120 415 |       |  |  |  |  |  |
|                                                                                |                            |                                         |         |       |  |  |  |  |  |
| Nota: quorum del 65% non raggiunto; ripartizione dei seggi a livello regionale |                            |                                         |         |       |  |  |  |  |  |
| Data: 7 maggio 1972                                                            |                            |                                         |         |       |  |  |  |  |  |
| Fonte: Ministero dell'interno                                                  |                            |                                         |         |       |  |  |  |  |  |

### VII legislatura
|                                                                                | Giuseppe Vignolo ✔️ Eletto | Partito Comunista Italiano              | 43 968  | 40,21 |  |  |  |  |  |
|                                                                                | Giovanni Traversa          | Democrazia Cristiana                    | 38 255  | 34,99 |  |  |  |  |  |
|                                                                                | Giovanni Porta             | Partito Socialista Italiano             | 8 998   | 8,23  |  |  |  |  |  |
|                                                                                | Luigi Buzio                | Partito Socialista Democratico Italiano | 8 538   | 7,81  |  |  |  |  |  |
|                                                                                | Augusto Scovazzi           | Movimento Sociale Italiano              | 3 607   | 3,30  |  |  |  |  |  |
|                                                                                | Ugo Sultana                | Partito Repubblicano Italiano           | 2 783   | 2,55  |  |  |  |  |  |
|                                                                                | Mario Oddini               | Partito Liberale Italiano               | 2 238   | 2,05  |  |  |  |  |  |
|                                                                                | Giorgio Giovanzana         | Partito Radicale                        | 947     | 0,87  |  |  |  |  |  |
| Totale                                                                         | Totale                     | Totale                                  | 109 334 | 100   |  |  |  |  |  |
|                                                                                |                            |                                         |         |       |  |  |  |  |  |
| Voti non validi                                                                | Voti non validi            | Voti non validi                         | 4 744   | 4,16  |  |  |  |  |  |
| Votanti                                                                        | Votanti                    | Votanti                                 | 114 078 | 95,28 |  |  |  |  |  |
| Elettori                                                                       | Elettori                   | Elettori                                | 119 726 |       |  |  |  |  |  |
|                                                                                |                            |                                         |         |       |  |  |  |  |  |
| Nota: quorum del 65% non raggiunto; ripartizione dei seggi a livello regionale |                            |                                         |         |       |  |  |  |  |  |
| Data: 20 giugno 1976                                                           |                            |                                         |         |       |  |  |  |  |  |
| Fonte: Ministero dell'interno                                                  |                            |                                         |         |       |  |  |  |  |  |

### VIII legislatura
|                                                                                | Napoleone Colajanni ✔️ Eletto | Partito Comunista Italiano                   | 39 802  | 37,92 |  |  |  |  |  |
|                                                                                | G. Arnaud                     | Democrazia Cristiana                         | 35 862  | 34,17 |  |  |  |  |  |
|                                                                                | Tito Urbano Esperti           | Partito Socialista Italiano                  | 9 804   | 9,34  |  |  |  |  |  |
|                                                                                | Luigi Buzio ✔️ Eletto         | Partito Socialista Democratico Italiano      | 8 376   | 7,98  |  |  |  |  |  |
|                                                                                | M. Oddini                     | Partito Liberale Italiano                    | 3 279   | 3,12  |  |  |  |  |  |
|                                                                                | Aimone Quattordio             | Movimento Sociale Italiano                   | 3 095   | 2,95  |  |  |  |  |  |
|                                                                                | Ugo Sultana                   | Partito Repubblicano Italiano                | 2 382   | 2,27  |  |  |  |  |  |
|                                                                                | G. Lazagna                    | Partito Radicale - Nuova Sinistra Unita      | 1 960   | 1,87  |  |  |  |  |  |
|                                                                                | F. Troisi                     | Costituente di Destra - Democrazia Nazionale | 402     | 0,38  |  |  |  |  |  |
| Totale                                                                         | Totale                        | Totale                                       | 104 962 | 100   |  |  |  |  |  |
|                                                                                |                               |                                              |         |       |  |  |  |  |  |
| Voti non validi                                                                | Voti non validi               | Voti non validi                              | 6 412   | 5,76  |  |  |  |  |  |
| Votanti                                                                        | Votanti                       | Votanti                                      | 111 374 | 93,44 |  |  |  |  |  |
| Elettori                                                                       | Elettori                      | Elettori                                     | 119 199 |       |  |  |  |  |  |
|                                                                                |                               |                                              |         |       |  |  |  |  |  |
| Nota: quorum del 65% non raggiunto; ripartizione dei seggi a livello regionale |                               |                                              |         |       |  |  |  |  |  |
| Data: 3 giugno 1979                                                            |                               |                                              |         |       |  |  |  |  |  |
| Fonte: Ministero dell'interno                                                  |                               |                                              |         |       |  |  |  |  |  |

### IX legislatura
|                                                                                | Carla Federica Nespolo ✔️ Eletta | Partito Comunista Italiano              | 36 341  | 36,17 |  |  |  |  |  |
|                                                                                | Giuseppe Cotroneo                | Democrazia Cristiana                    | 27 815  | 27,69 |  |  |  |  |  |
|                                                                                | Giuseppe Visca                   | Partito Socialista Italiano             | 11 300  | 11,25 |  |  |  |  |  |
|                                                                                | Carlo Giuseppe Pelucco           | Partito Socialista Democratico Italiano | 7 477   | 7,44  |  |  |  |  |  |
|                                                                                | Alberto Masoero                  | Partito Liberale Italiano               | 5 893   | 5,87  |  |  |  |  |  |
|                                                                                | Lorenzo De Panfilis              | Partito Repubblicano Italiano           | 4 252   | 4,23  |  |  |  |  |  |
|                                                                                | Aimone Quattordio                | Movimento Sociale Italiano              | 4 171   | 4,15  |  |  |  |  |  |
|                                                                                | Giorgio Natale Grosso            | Partito Radicale                        | 1 902   | 1,89  |  |  |  |  |  |
|                                                                                | Carlo Sottile                    | Democrazia Proletaria                   | 1 066   | 1,06  |  |  |  |  |  |
|                                                                                | Giovanni Navone                  | Lista per Trieste                       | 251     | 0,25  |  |  |  |  |  |
| Totale                                                                         | Totale                           | Totale                                  | 100 468 | 100   |  |  |  |  |  |
|                                                                                |                                  |                                         |         |       |  |  |  |  |  |
| Voti non validi                                                                | Voti non validi                  | Voti non validi                         | 8 257   | 7,59  |  |  |  |  |  |
| Votanti                                                                        | Votanti                          | Votanti                                 | 108 725 | 91,37 |  |  |  |  |  |
| Elettori                                                                       | Elettori                         | Elettori                                | 118 995 |       |  |  |  |  |  |
|                                                                                |                                  |                                         |         |       |  |  |  |  |  |
| Nota: quorum del 65% non raggiunto; ripartizione dei seggi a livello regionale |                                  |                                         |         |       |  |  |  |  |  |
| Data: 26 giugno 1983                                                           |                                  |                                         |         |       |  |  |  |  |  |
| Fonte: Ministero dell'interno                                                  |                                  |                                         |         |       |  |  |  |  |  |

### X legislatura
|                                                                                | Carla Federica Nespolo ✔️ Eletta | Partito Comunista Italiano              | 32 777  | 31,99 |  |  |  |  |  |
|                                                                                | Gianfranco Chessa                | Democrazia Cristiana                    | 29 281  | 28,57 |  |  |  |  |  |
|                                                                                | Giuseppe Visca ✔️ Eletto         | Partito Socialista Italiano             | 16 811  | 16,41 |  |  |  |  |  |
|                                                                                | G. P. Nani                       | Partito Socialista Democratico Italiano | 6 756   | 6,59  |  |  |  |  |  |
|                                                                                | Aimone Quattordio                | Movimento Sociale Italiano              | 4 184   | 4,08  |  |  |  |  |  |
|                                                                                | Renato Altissimo                 | Partito Liberale Italiano               | 2 350   | 2,29  |  |  |  |  |  |
|                                                                                | L. Archetti Maestri              | Lista Verde                             | 2 311   | 2,26  |  |  |  |  |  |
|                                                                                | Jas Gawronski                    | Partito Repubblicano Italiano           | 2 308   | 2,25  |  |  |  |  |  |
|                                                                                | Lorenzo Strik Lievers            | Partito Radicale                        | 2 071   | 2,02  |  |  |  |  |  |
|                                                                                | D. Ottazzi                       | Liga Veneta - Pensionati Uniti          | 1 447   | 1,41  |  |  |  |  |  |
|                                                                                | Carlo Sottile                    | Democrazia Proletaria                   | 1 134   | 1,11  |  |  |  |  |  |
|                                                                                | D. Mian                          | Piemont Autonomia Regionale             | 379     | 0,37  |  |  |  |  |  |
|                                                                                | P. Picco                         | Piemont                                 | 284     | 0,28  |  |  |  |  |  |
|                                                                                | G. Roggero                       | Movimento di Liberazione Fiscale        | 248     | 0,24  |  |  |  |  |  |
|                                                                                | E. E. Mo                         | Alleanza Popolare Pensionati            | 132     | 0,13  |  |  |  |  |  |
| Totale                                                                         | Totale                           | Totale                                  | 102 473 | 100   |  |  |  |  |  |
|                                                                                |                                  |                                         |         |       |  |  |  |  |  |
| Voti non validi                                                                | Voti non validi                  | Voti non validi                         | 6 435   | 5,91  |  |  |  |  |  |
| Votanti                                                                        | Votanti                          | Votanti                                 | 108 908 | 91,20 |  |  |  |  |  |
| Elettori                                                                       | Elettori                         | Elettori                                | 119 411 |       |  |  |  |  |  |
|                                                                                |                                  |                                         |         |       |  |  |  |  |  |
| Nota: quorum del 65% non raggiunto; ripartizione dei seggi a livello regionale |                                  |                                         |         |       |  |  |  |  |  |
| Data: 14 giugno 1987                                                           |                                  |                                         |         |       |  |  |  |  |  |
| Fonte: Ministero dell'interno                                                  |                                  |                                         |         |       |  |  |  |  |  |

### XI legislatura
|                                                                                | Gianfranco Chessa           | Democrazia Cristiana                    | 23 290  | 23,23 |  |  |  |  |  |
|                                                                                | Giorgio Paolo Carlo Bertolo | Partito Democratico della Sinistra      | 16 062  | 16,02 |  |  |  |  |  |
|                                                                                | Bruno Valente               | Lega Nord                               | 14 560  | 14,52 |  |  |  |  |  |
|                                                                                | Alberto Masoero             | Partito Socialista Italiano             | 11 539  | 11,51 |  |  |  |  |  |
|                                                                                | Adriano Icardi ✔️ Eletto    | Partito della Rifondazione Comunista    | 10 684  | 10,66 |  |  |  |  |  |
|                                                                                | Andrea Mignone              | Partito Socialista Democratico Italiano | 5 820   | 5,81  |  |  |  |  |  |
|                                                                                | Giuseppe Bergaglio          | Partito Liberale Italiano               | 3 578   | 3,57  |  |  |  |  |  |
|                                                                                | Aimone Quattordio           | Movimento Sociale Italiano              | 3 305   | 3,30  |  |  |  |  |  |
|                                                                                | Paolo Barbieri              | Partito Repubblicano Italiano           | 2 540   | 2,53  |  |  |  |  |  |
|                                                                                | Giampaolo Testa             | Federazione dei Verdi                   | 2 510   | 2,50  |  |  |  |  |  |
|                                                                                | Giuseppe Giordano           | Lega Alpina Piemont                     | 1 782   | 1,78  |  |  |  |  |  |
|                                                                                | Luciana Pastorello          | Partito Pensionati                      | 1 555   | 1,55  |  |  |  |  |  |
|                                                                                | Antonio Landrò              | La Lega Casalinghe-Pensionati           | 1 433   | 1,43  |  |  |  |  |  |
|                                                                                | Giovanni Vergnano           | Sì Referendum                           | 879     | 0,88  |  |  |  |  |  |
|                                                                                | Anacleta Salvetti           | Verdi Verdi                             | 526     | 0,52  |  |  |  |  |  |
|                                                                                | Giovanni Persi              | Federalismo - Pensionati Uomini Vivi    | 183     | 0,18  |  |  |  |  |  |
| Totale                                                                         | Totale                      | Totale                                  | 100 246 | 100   |  |  |  |  |  |
|                                                                                |                             |                                         |         |       |  |  |  |  |  |
| Voti non validi                                                                | Voti non validi             | Voti non validi                         | 6 606   | 6,18  |  |  |  |  |  |
| Votanti                                                                        | Votanti                     | Votanti                                 | 106 852 | 88,34 |  |  |  |  |  |
| Elettori                                                                       | Elettori                    | Elettori                                | 120 957 |       |  |  |  |  |  |
|                                                                                |                             |                                         |         |       |  |  |  |  |  |
| Nota: quorum del 65% non raggiunto; ripartizione dei seggi a livello regionale |                             |                                         |         |       |  |  |  |  |  |
| Data: 5 aprile 1992                                                            |                             |                                         |         |       |  |  |  |  |  |
| Fonte: Ministero dell'interno                                                  |                             |                                         |         |       |  |  |  |  |  |